# Bedarfsbrief
Als Bedarfsbrief bezeichnet die Philatelie einen Brief, dessen Einlieferung und Beförderung durch die Post einzig aus dem Motiv privaten Gedankenaustausches, geschäftlicher Korrespondenz oder anderem realen Bedarf entstanden ist. Er ist nicht aus philatelistischen Interessen erstellt wie etwa ein Ersttagsbrief oder Satzbrief, sondern entstammt dem Alltagsleben. Er ist daher meist gebührengerecht frankiert.

## Geschichte
Es gab Zeiten, in denen es nicht einfach war, einen Bedarfsbrief zu erkennen. Kurz nach dem Zweiten Weltkrieg herrschte überall großer Mangel. So auch an den regulären Briefmarken-Ausgaben. Aus diesem Grund wurden sogenannte Notausgaben veranlasst. Diese waren daran zu erkennen, dass bereits ungültige Marken einen neuen Wertaufdruck bekamen und regional begrenzt auf eine Gemeinde verausgabt wurden. Nicht selten wurden dafür Gebühren- bzw. Steuermarken verwendet, welche mit neuer Wertkennzeichnung und dem Namen der Gemeinde oder Bezirkes bedruckt wurden. Die Auflagen dieser Notmaßnahmen waren sehr klein. Echt gelaufene Briefe sind nur wenige erhalten geblieben und werden heute dementsprechend hoch gehandelt. Das wurde schon damals von Sammlern und Händlern erkannt und sie haben „nachgeholfen“, solche Briefe in den Umlauf zu bringen. 
Es kommen nicht selten Briefe vor, welche einen bedarfsmäßigen Charakter vorspiegeln, aber in einem reinen philatelistischen Interesse entstanden sind. Damalige „Macher“ dieser Briefe waren sehr erfindungsreich. Absender von (Schein)-Firmen waren nicht selten. Sie kommen oft als Serienbriefe vor, bei denen immer wieder gleiche Adressen auftauchen. Sehr häufig wurden dafür auch besondere Frankaturen, wie Einschreiben oder Eilbotenbriefe verwendet. Relativ sicher sind Behördenbriefe, wie z. B. Polizei, Staatsanwaltschaft, Bürgermeister usw. Aber auch hier sollte kein blindes Vertrauen bestehen. Echte Bedarfsbriefe mit seltenen Briefmarken aus diesen Perioden sollten nur im aktuell geprüften Zustand eines fachgerechten Verbandsprüfers erworben werden.
Zu Bedarfsbriefen können unter dieser Voraussetzung zählen
- Abschiedsbrief
- Antwortbrief
- Behördenbrief
- Empfehlungsschreiben
- Geschäftsbrief
- Handelsbrief
- Infobrief
- Kettenbrief
- Liebesbrief